# 谢赖恩加尔塞兰
谢赖恩加尔塞兰，是西班牙瓦伦西亚自治区卡斯特利翁省的一个市镇。总面积82平方公里，总人口1070人（2001年），人口密度13人/平方公里。